# Mitsubishi MU-2

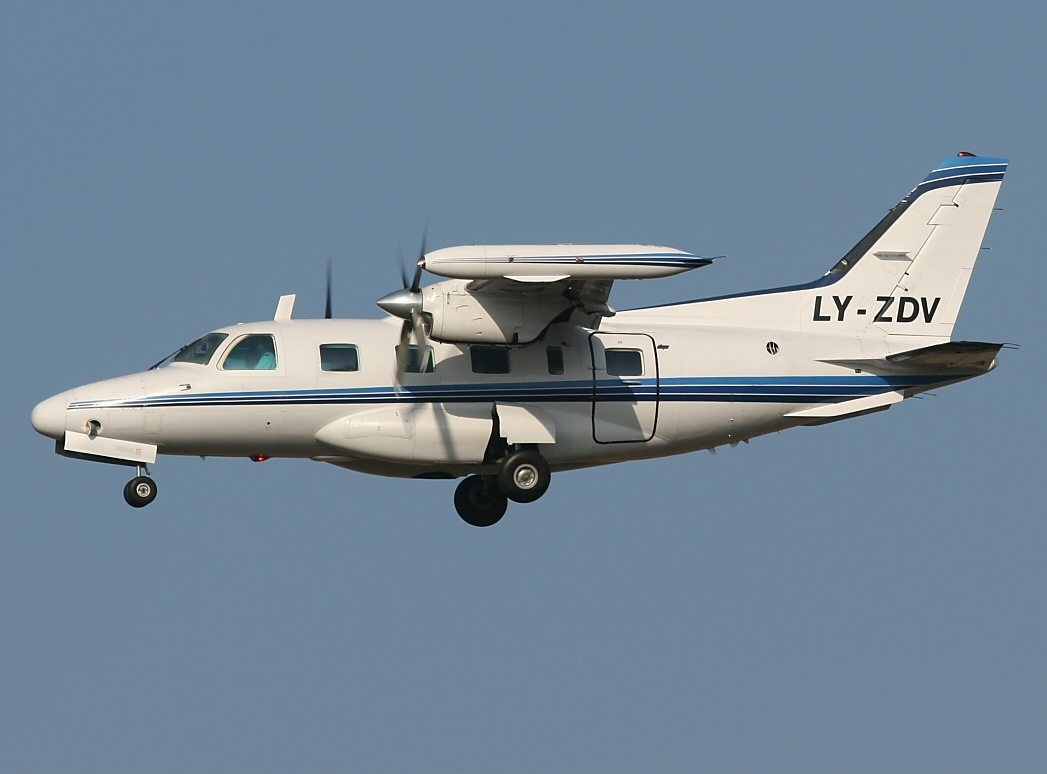
Mitsubishi MU-2B

Die Mitsubishi MU-2 ist ein leichtes zweimotoriges Turboprop-Flugzeug des japanischen Herstellers Mitsubishi. Die als Hochdecker ausgelegte und mit einer Druckkabine versehene Maschine ist der erste Nachkriegsentwurf des Unternehmens. Die Standardversion kann sieben Passagiere, die gestreckte Version elf Passagiere befördern.

## Geschichte
Die Entwicklung der MU-2, die sowohl zivile als auch militärisch Aufgaben übernehmen sollte, begann 1956. Der Erstflug fand am 14. September 1963 statt.
1965 richtete Mitsubishi ein Zweigwerk in San Angelo, Texas ein, von dem aus die nordamerikanischen Kunden beliefert werden sollten. An beiden Produktionsstandorten wurden bis 1986 über 800 Exemplare gebaut.

## Versionen
Es wurden vier Prototypen gebaut, je zwei für die Boden- und für die Flugtests. Diese und die Flugzeuge des ersten Serienmodells MU-2A verfügten über zwei Turboméca Astazou-IIK-Turboproptriebwerke, die an Pylonen unter der Tragfläche hingen.
Ab der Version MU-2B kam das Garrett TPE331-Triebwerk zur Anwendung. Von dieser Version wurden 34 Exemplare gebaut, von der nur geringfügig geänderten MU-2D weitere achtzehn. Die japanischen Streitkräfte kauften vier MU-2C ohne Druckkabine und sechzehn für Rettungseinsätze vorgesehene MU-2E. Von den mit stärkeren TPE331-Motoren ausgestatteten MU-2F konnten 95 Maschinen abgesetzt werden.
Die MU-2G von 1969 (46 Exemplare) war die erste Variante mit gestrecktem Rumpf. Die 83 Exemplare der MU-2M besaßen wiederum einen kurzen Rumpf, aber die gleichen Motoren wie die 108 gestreckten MU-2J. Darauf folgen die stärker motorisierten MU-2K und anschließend die MU-2P, die über Vierblattpropeller verfügten. Die letzten MU-2 mit kurzem Rumpf, die „Solitaire“, erhielten Garrett TPE331-10-501M-Triebwerke.
Zu den gestreckten Varianten gehören noch 29 MU-2L mit höherem Startgewicht, 39 MU-2N mit stärkeren Motoren und vierblättrigen Propellern und die MU-2 „Marquise“, die den gleichen Antrieb erhielt wie die „Solitaire“.

### Militärische Versionen

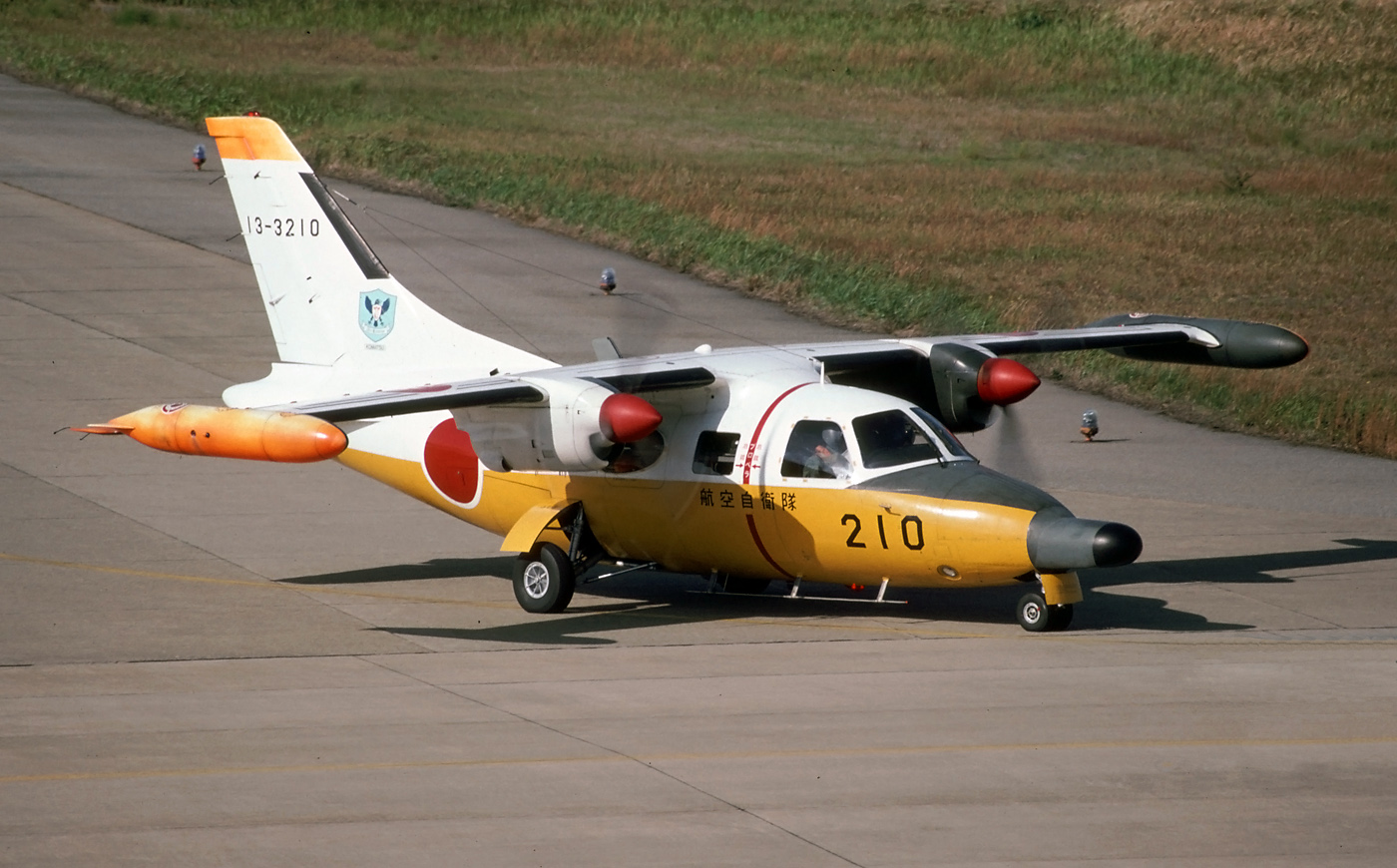
Mitsubishi MU-2S

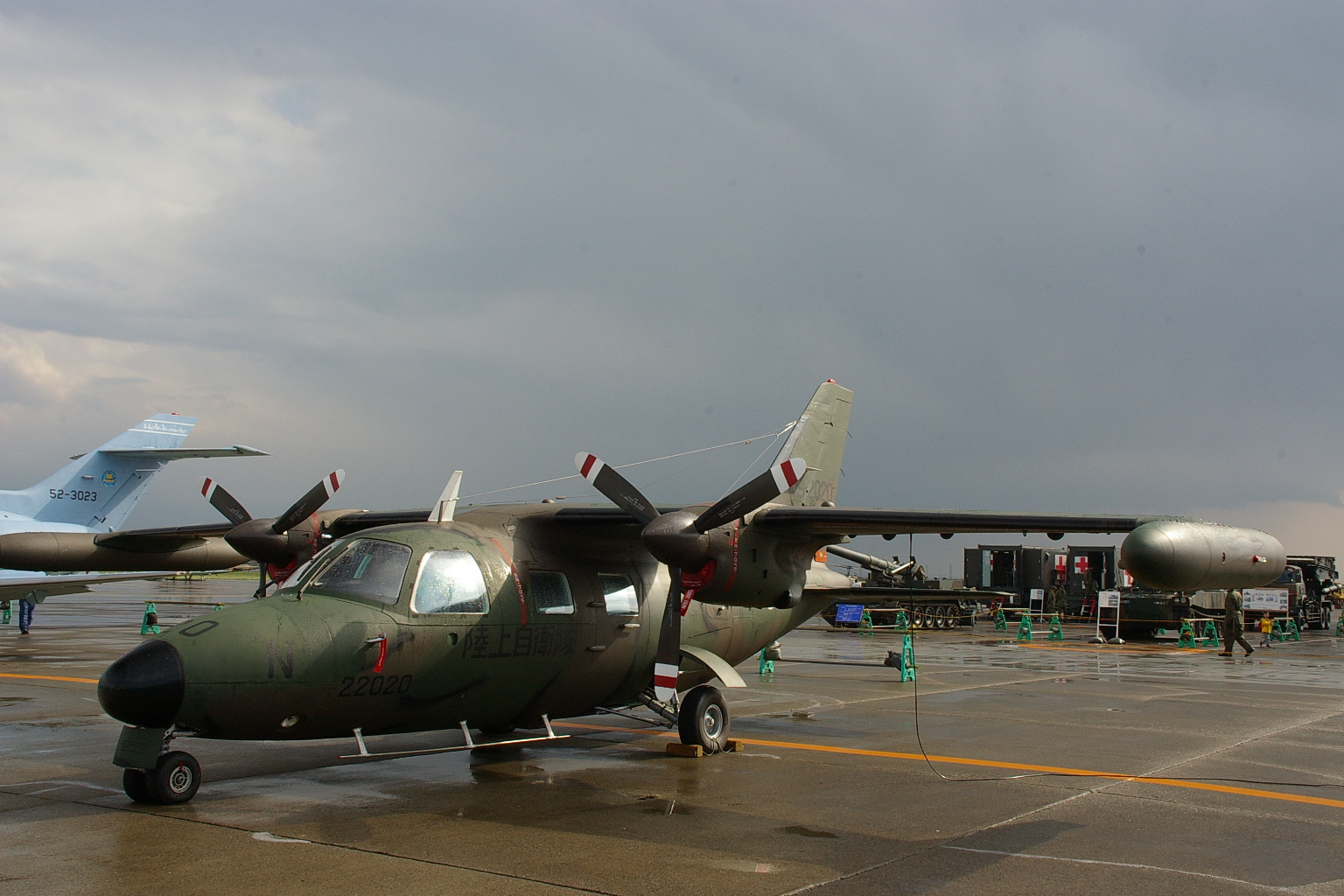
LR-1（Japanische Bodenselbstverteidigungsstreitkräfte）

Die japanischen Streitkräfte beschafften als einzige Streitmacht die MU-2. Die Versionen C und K erhielten die Bezeichnung LR-1 und wurden als Verbindungs- und Aufklärungsflugzeuge genutzt. Die E-Version wurde unter der neuen Abkürzung MU-2S als Rettungsflugzeug verwendet. Diese Militärflugzeuge weisen eine Radarkuppel am Bug, eine höhere Treibstoffkapazität, ausbauchende Beobachtungsfenster und eine Schiebetür zum Abwurf von Rettungsflößen auf.
Einige zivile MU-2 fanden in den USA Verwendung in der militärischen Pilotenausbildung.

## Militärische Nutzer
Argentinien
 Dominikanische Republik
 Japan
 Kolumbien
 Mexiko
 Venezuela
 Zaire

## Sicherheit und Zwischenfälle
Aufgrund einer hohen Unfallrate im privaten Bereich in den USA, wo die MU-2 aufgrund ihres MTOW von weniger als 12.500 lbs (Leichtflugzeug bis 5,7 t) ohne formelles Type Rating geflogen werden durfte, wurde die Musterzulassung einer erneuten Überprüfung durch die Federal Aviation Administration (FAA) unterzogen. Dabei stellte sich heraus, dass das Muster grundsätzlich nicht anfällig für technisches Versagen ist, jedoch wegen der außergewöhnlichen Leistungsfähigkeit durch die starke Motorisierung und der hohen Flächenbelastung durch die kleinen Tragflächen höhere Anforderungen an das Training und die Fähigkeiten der Piloten als andere zweimotorige Leichtflugzeuge gestellt werden. Daraufhin wurde 2009 von der FAA die Special Federal Aviation Regulation (SFAR) NO. 108 erlassen, die eine dem Type Rating ähnliche Ausbildung mit verpflichtender jährlicher Nachschulung vorsieht. Das Trainingsprogramm wurde 2016 überarbeitet. Nach der Einführung der SFAR 108 kam es zu einem Rückgang der Unfallzahlen.

### Einzelne Zwischenfälle (Auswahl)
- Im Januar 1996 kamen bei einem Absturz einer MU-2 bei Malad City alle Insassen ums Leben, darunter vier Vorstandsmitglieder des Getränkeabfüllers Swire Coca-Cola US.

- Am 29. März 2016 starb der franko-kanadische Politiker (Liberale Partei) und Rundfunkjournalist Jean Lapierre zusammen mit vier weiteren Familienmitgliedern auf dem Weg zum Begräbnis seines Vaters beim Absturz kurz vor dem Flughafen Îles-de-la-Madeleine in Havre-aux-Maisons (Magdalenen-Inseln).[4]

## Technische Daten
| Kenngröße             | Daten (MU-2B)                                           |
| --------------------- | ------------------------------------------------------- |
| Besatzung             | 1–2                                                     |
| Passagiere            | max. 9                                                  |
| Länge                 | 10,13 m                                                 |
| Spannweite            | 11,94 m                                                 |
| Höhe                  | 3,94 m                                                  |
| Flügelfläche          | 16,5 m²                                                 |
| Flügelstreckung       | 8,6                                                     |
| Leermasse             | 3120 kg / 3440 kg                                       |
| Startmasse            | 4750 kg / 5250 kg                                       |
| Höchstgeschwindigkeit | 550 km/h                                                |
| Reichweite            | 1930 km                                                 |
| Triebwerke            | 2 × Garrett-TPE331-252-Turboprop mit je 490 kW / 552 kW |